# Lužice
Lužice (německy Lausitz, polsky Łużyce, hornolužickosrbsky Łužica, dolnolužickosrbsky Łužyca, latinsky Lusatia) je historické území rozdělené dnes mezi Německo (většina území), Polsko a Česko. V rámci Německa je rozděleno mezi spolkové země Svobodný stát Sasko a Braniborsko. Polská část (území na západ od řeky Kwisy) je rozdělena mezi vojvodství Dolnoslezské a Lubušské. Historicky se území Lužice rozkládá podle toku Sprévy a tedy dělí (podle nadmořské výšky) na Horní Lužici (na východě Zhořelecko a na západě Budyšínsko), která je blíže Čechám, a Dolní Lužici (s centrem v Chotěbuzi, která je severněji). V Lužici se dodnes zachovalo slovanské osídlení (Lužičtí Srbové). Česká část Lužice se rozkládá v okresech Jablonec nad Nisou, Liberec a Děčín (v rámci povodí Lužické Nisy, resp. Odry).
Název Lužice (Losicin, Lonsicin) je poprvé doložen v roce 932, zatímco kmen Lužičanů již v polovině 9. století. Název Lužice označoval původně, a pak až do počátku 15. století, pouze území Dolní Lužice.

## Historie

### Prehistorie
Nejstarší doklady o lidské přítomnosti v Lužici pochází přibližně z doby 12 000 – 8 000 př. n. l., tedy konce poslední doby ledové. Jedná se o sídliště kultury magdalénien nalezená například v blízkosti dnešního Burku a Golßenu. Z doby pozdější, přibližně 8 000 – 6 000 př. n. l., tedy od konce mladšího paleolitu do konce mezolitu, pochází nálezy řady sídlišť na břehu jezera Reichwalde
V 5. tisíciletí sporadicky na území Lužice pronikala neolitická kultura s vypíchanou keramikou, vlastní neolit zde počal až od 4. tisíciletí s nástupem kultury nálevkovitých pohárů a kulovitých amfor. Ve 3. tisíciletí se do Lužice, stejně jako do velké části Evropy, rozšířila eneolitická kultura se šňůrovou keramikou. Země však stále zůstávala stále řídce osídlena a sídliště jsou zastoupena především krátkodobými loveckými a pasteveckými tábořišti. Mezi významná naleziště z této doby patří například Schafberg a Weißag.
Únětická kultura doby bronzové do Lužice sporadicky pronikla na počátku 2. tisíciletí, důvodem bylo i chladnější a vlhčí podnebí v 17. až 15. století př. n. l. Ve  14. století př. n. l. počal rozvoj kultury lužické a osídlení počalo být hustější. Její pozdní fáze ve starší době železné se nazývá billendorfská kultura V téže době do této oblasti pronikali také kočovní Skytové.
V mladší době železné došlo ke sblížení s kulturou jastorfskou spojovanou s Germány. V 2. století se rozšířila burgundská luboszycká kultura a na počátku 4. století byla Lužice z větší části opuštěna a není jasné, jestli se zbytky Germánů setkaly s přichazejícími Slovany.

### Příchod Slovanů
Přítomnost Slovanů v Lužici je doložena pro konec 7. století, případně počátek 8. století, je však možné že do ní pronikali už od 6. století. Postupně zemi osídlovali od jihu a jihovýchodu a později také od východu. Především v Dolní Lužici počalo osídlení houstnout až v 9. století, kdy se také objevila první hradiště.
Na území mezi řekami Labe a Bóbr zmiňuje Bavorský geograf kmeny Lužičanů (Lunsizi) s třiceti civitas (pravděpodobně hradiště), nejspíše v Dolní Lužici, Milčany (Milzane) s třiceti civitas a Bjezučany (Besunzane) s dvěma civitas, Milčané i Bjezučani sídlili nejspíše v Horní Lužici. Uvažuje se také o kmenu Slubjanů (Selpuli, Selpoli) zmiňovaných v první desetiletí 11. století, společně s regiony Zara západně od dnešního města Żary a Nice s hradištěm v dnešních Polanowicích. V historickém povědomí o tomto období patří srbský kníže Dervan a glomačský Miliduch, ačkoliv vládli sálským slovanským kmenům mimo území dnešní Lužice. 
Již od přelomu 8. a 9. století se západní pomezí Lužice stalo cílem expanze Franské, posléze Východofranské říše. Ta zde vytvořila ve druhé polovině 9. století Východní Marku. Později pod vedením především saských feudálů zde byla východně od řeky Labe nově zřízena Srbská marka. Zároveň sem v letech 883-897 zasahovala moc Velkomoravské říše.

### Středověk a raný novověk
Po vzniku Německého království byla Lužice obsazena saským vévodou Jindřichem I. Ptáčníkem a začleněna do Východní (saské) marky ovládané markrabětem Sigfriedem (severnější část) a do Míšeňské marky (jižnější část). Na území Budyšínska vznikla marka, kterou spravovali od konce 10. století Wettinové (od roku 1031 markrabí Východní marky).
Od počátku 11. století se střetávají v Lužici mocenské zájmy německého, polského a českého státu. Konflikt mezi polským králem Boleslavem Chrabrým a Jindřichem II. (od 1003) skončil po 15 letech bojů mírem v Budyšíně, kterým bylo Budyšínsko připojeno jako říšské léno k Polsku. Po Boleslavově smrti a rozkladu centrální moci v Polsku bylo Budyšínsko od roku 1033 opět císařovo. V roce 1076 dostal lénem část území pozdější Horní Lužice a část Dolní Lužice (Východní Marku) český kníže a posléze král Vratislav II., jemuž se ji však nepodařilo do roku 1081/86 ovládnout. Znovu bylo území pozdější Horní Lužice připojeno k českému státu až za Soběslava I. roku 1136, což trvalo do roku 1253.

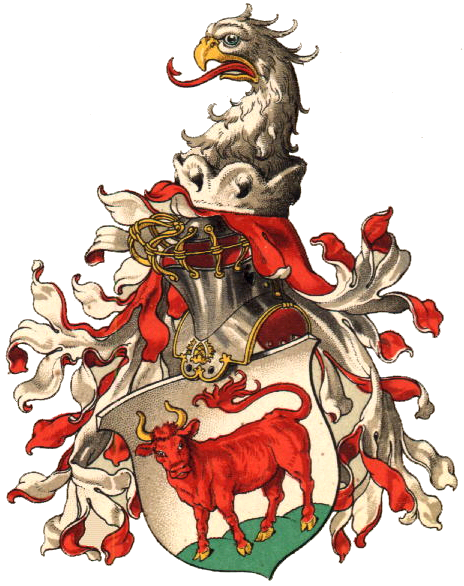
Znak Dolní Lužice, Ströhl

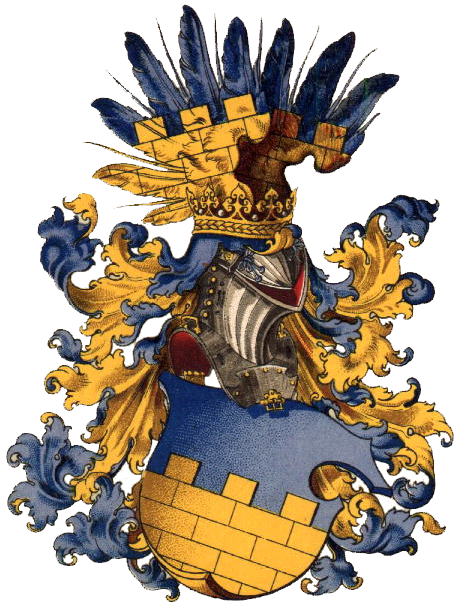
Znak Horní Lužice, Ströhl

Dolní Lužice byla v 11.–12. století získána saskými Wettiny (podstatná část – Východní marka čili Ostmark v roce 1031), od roku 1303/04 patřila Askáncům, kteří již předtím v roce 1253 vyženili s věnem české princezny Beatrix (Boženy) Budyšínsko a Zhořelecko. (V roce 1268 došlo poprvé k oddělení Zhořelecka od Budyšínska, které se pak až do konce 14. století vyvíjelo samostatně.)
Po vymření braniborských Askánců získali území v Lužici postupně Lucemburkové: roku 1319 Budyšínsko, 1329 Zhořelecko a 1346 Lubań, které spolu s dříve českým Žitavskem vytvořily jednotný územní celek, který je pak znám od roku 1410 pod názvem Horní Lužice. V letech 1348 a 1364–68 byla přikoupena Karlem IV. k České koruně Dolní Lužice (trvale 1373), již roku 1356 inkorporovaná do rámce korunních zemí; do čela markrabství byl postaven fojt, od počátku 16. století byli jmenováni fojtové dva.
Významné postavení v rámci Lužice mělo Šestiměstí, spolek nejvýznamnějších měst na obranu jejich zájmů před loupeživými rytíři a konkurencí z ostatních měst v Říši.
Dolnolužické markrabství bylo v roce 1445/62 trvale ochuzeno o Chotěbuz s širším okolím (území získal braniborský kurfiřt). V letech 1469–1490 držel obě Lužice spolu se Slezskem a Moravou) jako český (proti)král Matyáš Korvín. Po jeho smrti znovu tvořily součást České koruny.
Jeho násilné držení Lužice zřejmě neuznával pražský královský dvůr, neboť česká královna Johana z Rožmitálu vedle svých dalších titulů uváděla i titul markraběnka lužická. Tento titul se například objevuje na průvodní listině pro Lva z Rožmitálu pro jeho cestu po západní Evropě.

### Období od třicetileté války do Vídeňského kongresu
V průběhu třicetileté války pak získal celou Lužici
(kromě území kolem Chotěbuzi, které ovládalo od 15. století Braniborsko) pražským mírem z roku 1635 saský kurfiřt Jan Jiří jako zástavu od císaře Ferdinanda II. Po vestfálském míru (1648) byla zvýšena zástavní suma z 60 tun na 72 tun zlata (60 milionů na 72 milionů tolarů).
Další úprava znamenala právo výplaty až po vymření saského rodu po meči a návrat Lužice bez výplaty po vymření saského rodu po meči i po přeslici. Lužice formálně zůstala součástí Koruny české v zástavě albertinské větve Wettinského tj. saského královského rodu do 19. stol. Lužičtí Srbové si zachovali katolictví a vlastně i národnost díky tomu, že zástavní smlouva zaručovala náboženskou svobodu katolíkům a čeští králové na její dodržování dbali.

### Období od Vídeňského kongresu do konce první světové války

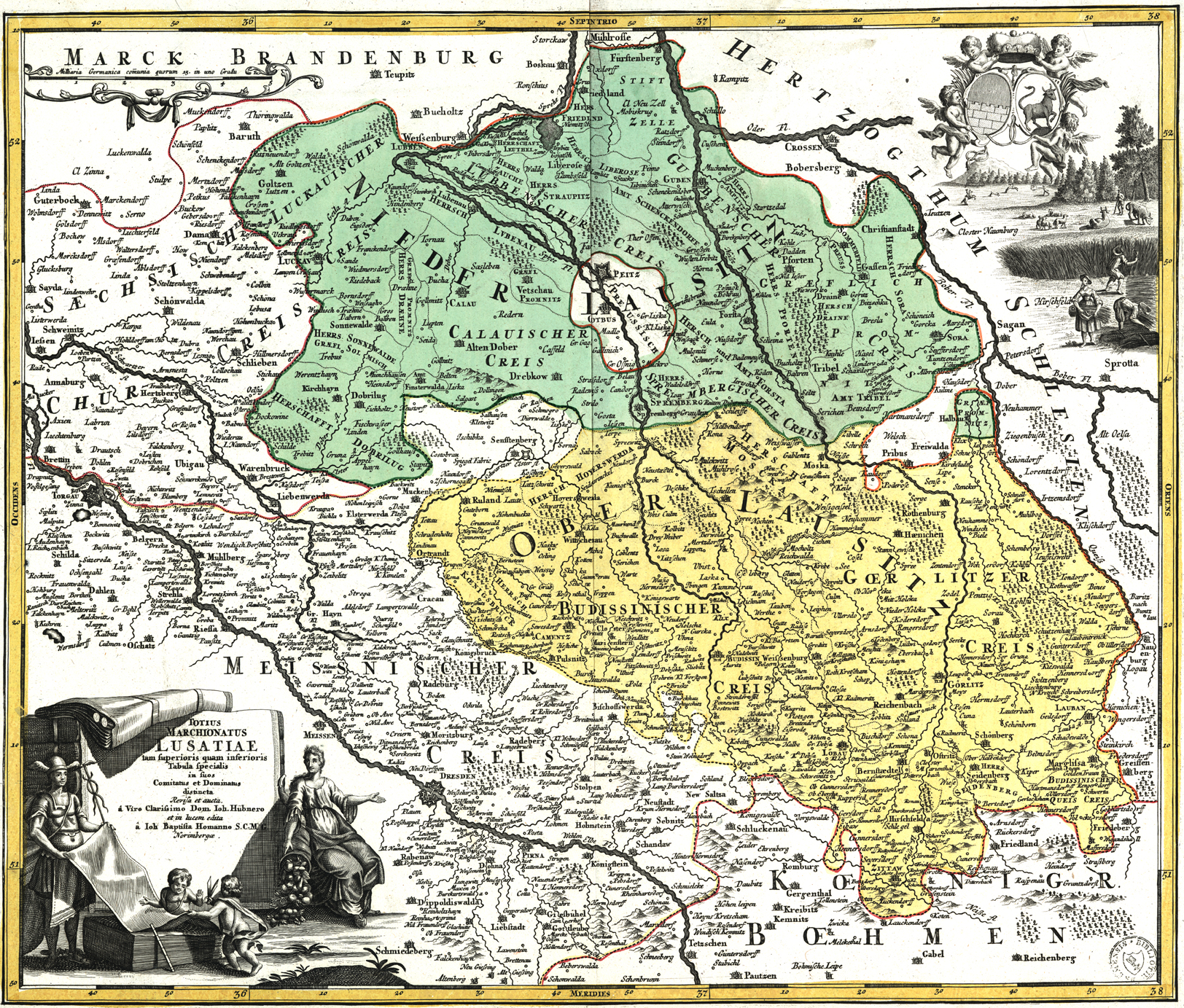
Lužice v 18. století

Podle ustanovení Vídeňského kongresu (1814-1815) připadla celá Dolní Lužice a severovýchodní část Horní Lužice Prusku. V rámci Pruska pak byla Dolní Lužice začleněna do provincie Braniborska, zatímco Horní Lužice se stala součástí provincie Slezska. Zbytek Horní Lužice zůstal Sasku a tvořil pak jeden z jeho krajů („Markrabství Horní Lužice“, v letech 1835 - 1932 „Budyšínský kraj“). Saská část Horní Lužice měla rozsáhlou samosprávu včetně vlastního sněmu.
K poslední úpravě zástavního práva Lužice došlo po vídeňském kongresu, kdy byla Lužice rozdělena mezi Sasko a Prusko. Pruská část Horní i Dolní Lužice se měla vrátit Koruně české bez výplaty po vymření pruského královského rodu po meči. Ve věci  zástavního práva včetně výplaty saské Horní Lužice platilo předchozí ustanovení. Tyto smlouvy nebyly vzaty v úvahu po první světové válce při stanovení hranic Německa a Československa, ale nebyly ani výslovně zrušeny. Ovšem český, saský i pruský královský rod byly ve stejném období sesazeny pro jejich nástupnické státy – republiky.

### Od konce první světové války do konce druhé světové války
Po první světové válce se objevilo hnutí požadující připojení k utvářejícímu se Československu. Když bylo toto zamítnuto, snažilo se o vytvoření jednotného Lužického spolkového státu v rámci Německa, což však také nebylo realizováno, a tak rozdělení Lužice mezi Prusko a Sasko z doby Vídeňského kongresu přetrvalo až do konce druhé světové války. V roce 1932 pak dochází ke zrušení Budyšínského kraje a jeho spojení se Saským krajem Drážďany do Drážďansko-Budyšínského kraje.

### Období od konce druhé světové války do současnosti

Vlajka Lužických Srbů

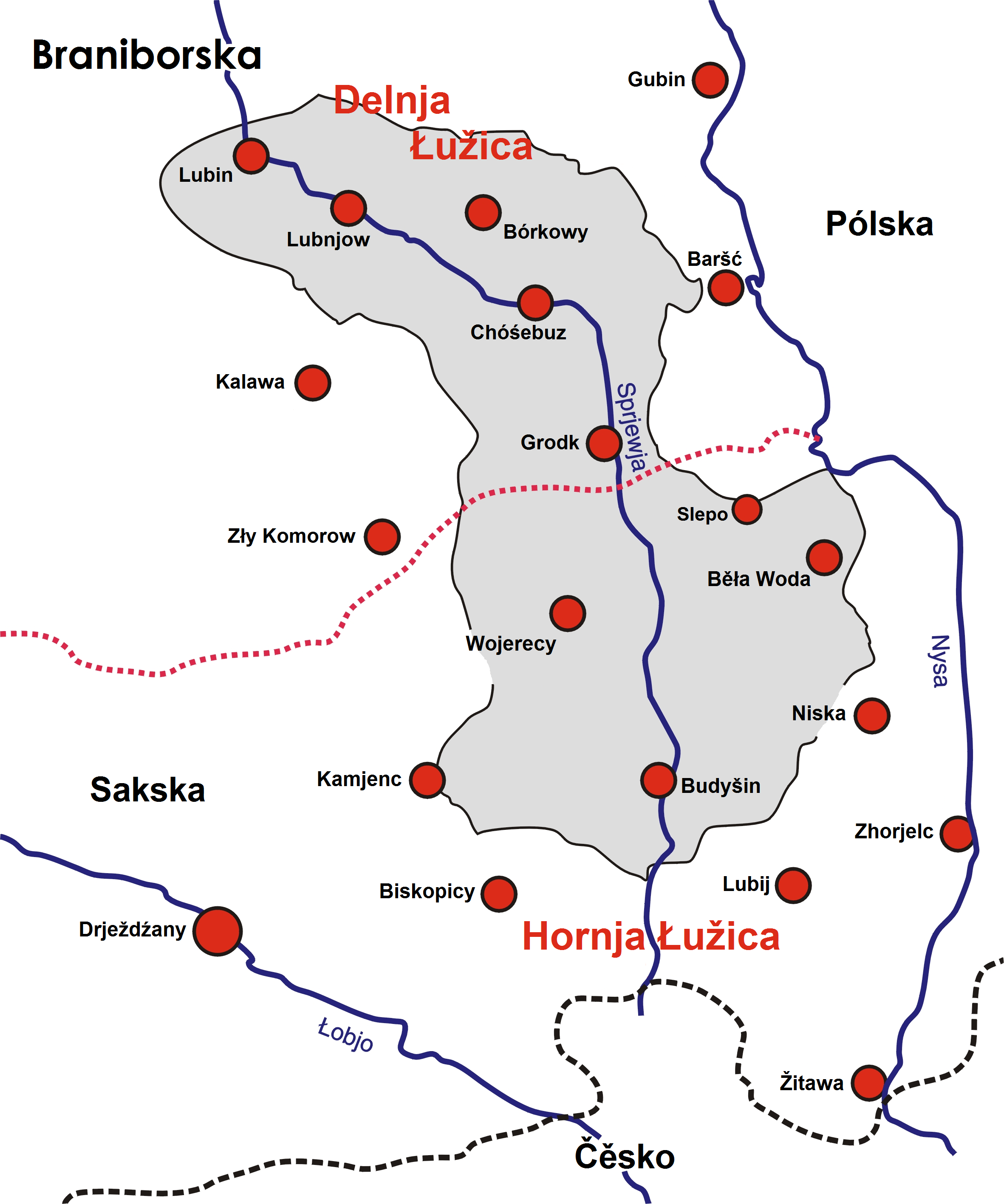
Část Lužice dnes obývaná Lužickými Srby

Na postupimské konferenci bylo území Lužice nově přerozděleno. Území východně od řeky Nisy bylo přičleněno k Polsku (dnes je tato část Lužice rozdělena mezi Lubušské a Dolnoslezské vojvodství), zatímco na západ od ní se stalo součástí sovětské okupační zóny Německa. Současně žádali v Československu žijící Lužičtí Srbové připojení Lužice k Československu, což však nebylo realizováno. Lužičtí Srbové také usilovali o vytvoření samostatného státu, také neúspěšně. Domowina (zastřešující organizace Lužických Srbů) pak požadovala začlenění celé německé části Lužice k Sasku. V referendech v dosud pruské části Lužice hlasovaly pro připojení k Sasku pouze okresy na území dosavadní Horní Lužice (součást dosavadní pruské provincie Slezska), zatímco okresy na území Dolní Lužice (součást dosavadní pruské provincie Braniborska), to odmítly. Proto pak byla dosud pruská část Horní Lužice začleněna do Saska, zatímco Dolní Lužice zůstala součástí Braniborska, jehož status byl později změněn na zemi (Pruský stát byl rozhodnutím spojenců 25. února 1947 zrušen).
Dne 7. října 1949 byl na území sovětské okupační zóny Německa vyhlášen nový komunisty ovládaný státní útvar Německá demokratická republika (NDR), která byla zprvu až do 22. července 1952 federací 6 zemí (Berlín, Braniborsko, Durynsko, Meklenbursko, Sasko, Sasko-Anhaltsko). 23. července 1952 byly země zrušeny a NDR se stává centralistickým státem, v rámci kterého byla Dolní Lužice začleněna do Chotěbuzského kraje, zatímco Horní Lužice byla rozdělena mezi Drážďanský kraj (většina území) a Chotěbuzský kraj (severní část). V roce 1989 je po bouřích komunistický mocenský monopol odstraněn. 3. října 1990 pak dochází ke sjednocení NDR se Spolkovou republikou Německo. Toho dne také dochází k obnovení zemského uspořádání na území bývalé NDR; v té době na území německé části Lužice působilo regionalistické hnutí „Iniciativa za nerozdělenou Lužici“ (Inititative „Für eine ungeteilte Lausitz“), které však nenalezlo dostatečný ohlas a tak opět nebyla utvořena spolková země Lužice. Téměř celá Německá část Horní Lužice byla znovuzačleněna do obnovené země Sasko, a Dolní Lužice s malou částí Horní Lužice do Braniborska. Tento stav trvá do současnosti.
Po roce 1989 se Lužičtí Srbové snažili o úzké vztahy s Československem a pak i s Českou republikou, ale neúspěšně. Národnostní práva Lužických Srbů jsou nyní garantována smlouvou polsko - německou a konkordátem Svobodného státu Sasko s Vatikánem, ale nikoli s Českou republikou. Habsbursko-lotrinská dynastie dodnes disponuje titulem markrabě Horno- a Dolno Lužický, který po právu náleží českému králi.